# Portugal nos Jogos Paralímpicos
Portugal participou pela primeira vez nos Jogos Paralímpicos em 1972 (dois anos antes da Revolução de 25 de Abril de 1974), onde foi representado unicamente pela Seleção Masculina de basquetebol em cadeira de rodas, que foi eliminada na fase preliminar da competição, com uma vitória (sobre a Suíça) e três derrotas. Portugal voltou a participar dos Jogos Paralímpicos em 1984, onde seus atletas ganharam as primeiras catorze medalhas do país, incluindo três de ouro no atletismo e uma na boccia. Portugal desde então, tem participado em cada edição subsequente dos Jogos Paralímpicos de Verão, mas é um dos poucos países da Europa Ocidental, que nunca participou dos Jogos Paralímpicos de Inverno. Apenas dois países da Europa Ocidental participaram dos Jogos Paralímpicos de Verão, mas nunca nos de Inverno: a Irlanda e o Luxemburgo. Adicionalmente, os microestados do Mónaco, de São Marinho e do Vaticano nunca participaram dos Jogos Paralímpicos.
Os atletas portugueses obtiveram no total 92 medalhas paralímpicas, sendo elas 25 de ouro, 31 de prata e 39 de bronze. Em 2016, Portugal encontrava-se classificado na quadragésima posição do quadro de medalhas dos Jogos Paralímpicos. O melhor resultado alcançado pelo país foi em 2000, quando ganhou quinze medalhas (das quais seis eram de ouro), classificando-se na vigésima sexta posição.

## Quadro de medalhas

### Jogos Paralímpicos de Verão
| Jogos                               | Atletas | Ouro | Prata | Bronze | Total | Posição |
| Edelberga 1972                      | 11      | 0    | 0     | 0      | 0     | –       |
| Nova Iorque / Stoke Mandeville 1984 | 17      | 4    | 3     | 7      | 14    | 26      |
| Seul 1988                           | 13      | 3    | 5     | 6      | 14    | 28      |
| Barcelona 1992                      | 30      | 3    | 3     | 3      | 9     | 29      |
| Atlanta 1996                        | 35      | 6    | 4     | 4      | 14    | 26      |
| Sydney 2000                         | 52      | 6    | 5     | 4      | 15    | 26      |
| Atenas 2004                         | 29      | 2    | 5     | 5      | 12    | 41      |
| Pequim 2008                         | 35      | 1    | 4     | 2      | 7     | 42      |
| Londres 2012                        | 30      | 0    | 1     | 2      | 3     | 63      |
| Rio 2016                            | 36      | 0    | 0     | 4      | 4     |         |
| Tóquio 2020                         | 33      | 0    | 0     | 2      | 2     | 77      |
| Paris 2024                          | 27      | 2    | 1     | 4      | 7     | 43      |
| Total                               | Total   | 27   | 31    | 43     | 101   | 35      |

### Medalhas por desporto

| Desporto           | Ouro | Prata | Bronze | Total | Posição |
| Atletismo          | 20   | 15    | 23     | 57    | 35      |
| Boccia             | 16   | 17    | 12     | 43    | 1       |
| Ciclismo           | 0    | 1     | 1      | 2     | 27      |
| Futebol de sete    | 0    | 1     | 0      | 1     | 8       |
| Natação            | 0    | 3     | 6      | 9     | 44      |
| Ténis de mesa      | 0    | 0     | 1      | 1     |         |
| Lançamento do Peso | 0    | 0     | 1      | 1     |         |
| Canoagem           | 0    | 0     | 1      | 1     |         |
| Total              | 36   | 37    | 45     | 115   |         |